# Galliano (Band)
Galliano war eine 1988 in London gegründete Acid-Jazz-Band um Sänger und DJ Rob Gallagher (* 1966, alias Rob Galliano alias Earl Zinger). Die Band war ein loser Zusammenschluss von Musikern.

## Bandgeschichte
1988 schloss sich Galliano dem neu gegründeten Label Talkin' Loud an, wo ein Jahr später auch die Debütsingle Frederick Lies Still erschien. Neben Gallagher gehörten Sänger Constatine Weir, Schlagzeuger Crispin Robinson, Mick Talbot von Style Council und andere wechselnde Musiker der Formation an.
Ihre erfolgreichste Zeit hatten die Engländer in den frühen 90er Jahren, als sie mit zwei Alben und sechs Singles in den britischen Charts vertreten waren und bei Festivals wie Rock am Ring oder in Montreal vor 100.000 Zuschauern auftraten. Ihr größter Erfolg in dieser Zeit war das Top-10-Album „The Plot Thickens“, das sich über 300.000 mal verkaufte, mit ihrer Interpretation des Crosby, Stills and Nash-Klassikers  Long Time Gone, die als Single bis auf Platz 15 der Hitparade kam.
Nach vier Studioalben sowie einem Remix- und einem Live-Album löste sich das Projekt Ende der 90er mit dem Nachlassen der Popularität von Acid Jazz wieder auf. Die verschiedenen Musiker widmeten sich anderen Projekten. Rob Gallagher ist seitdem unter anderem solo unter dem Namen Earl Zinger weiterhin musikalisch unterwegs.
Die ehemaligen Galliano-Mitglieder Rob Gallagher, Valerie Étienne und Ski Oakenful gründeten 1998 gemeinsam mit dem Musikproduzenten Demus (u. a. Young Disciples, Numbers) das Nu Jazz Projekt Two Banks of Four bzw. seit 2008 auch 2bo4.

## Diskografie

### Studioalben
| Jahr | Titel                           | Höchstplatzierung, Gesamtwochen, AuszeichnungChartplatzierungen (Jahr, Titel, Platzierungen, Wochen, Auszeichnungen, Anmerkungen) | Höchstplatzierung, Gesamtwochen, AuszeichnungChartplatzierungen (Jahr, Titel, Platzierungen, Wochen, Auszeichnungen, Anmerkungen) | Höchstplatzierung, Gesamtwochen, AuszeichnungChartplatzierungen (Jahr, Titel, Platzierungen, Wochen, Auszeichnungen, Anmerkungen) | Höchstplatzierung, Gesamtwochen, AuszeichnungChartplatzierungen (Jahr, Titel, Platzierungen, Wochen, Auszeichnungen, Anmerkungen) | Anmerkungen                           |
| Jahr | Titel                           | DE | AT | CH | UK | Anmerkungen                           |
| ---- | ------------------------------- | --- | --- | --- | --- | ------------------------------------- |
| 1991 | In Pursuit Of The 13th Note     | — | AT36 (4 Wo.)AT | — | — | Erstveröffentlichung: 25. März 1991   |
| 1992 | A Joyful Noise Unto The Creator | DE52 (9 Wo.)DE | AT20 (2 Wo.)AT | CH40 (1 Wo.)CH | UK28 (3 Wo.)UK | Erstveröffentlichung: 8. Juni 1992    |
| 1994 | The Plot Thickens               | DE51 (9 Wo.)DE | AT12 (7 Wo.)AT | CH18 (10 Wo.)CH | UK7 Silber · (13 Wo.)UK | Erstveröffentlichung: 27. Mai 1994    |
| 1996 | :4                              | DE67 (5 Wo.)DE | AT46 (1 Wo.)AT | CH39 (4 Wo.)CH | — | Erstveröffentlichung: 19. August 1996 |

Weitere Veröffentlichungen
- 1993: Until Such Time
- 1994: What Colour Our Flag
- 1994: A Thicker Plot
- 1997: Live at Liquid Rooms

### Singles
| Jahr | Titel Album                                         | Höchstplatzierung, Gesamtwochen, AuszeichnungChartplatzierungen (Jahr, Titel, Album, Platzierungen, Wochen, Auszeichnungen, Anmerkungen) | Höchstplatzierung, Gesamtwochen, AuszeichnungChartplatzierungen (Jahr, Titel, Album, Platzierungen, Wochen, Auszeichnungen, Anmerkungen) | Höchstplatzierung, Gesamtwochen, AuszeichnungChartplatzierungen (Jahr, Titel, Album, Platzierungen, Wochen, Auszeichnungen, Anmerkungen) | Höchstplatzierung, Gesamtwochen, AuszeichnungChartplatzierungen (Jahr, Titel, Album, Platzierungen, Wochen, Auszeichnungen, Anmerkungen) | Anmerkungen                          |
| Jahr | Titel Album                                         | DE | AT | CH | UK | Anmerkungen                          |
| ---- | --------------------------------------------------- | --- | --- | --- | --- | ------------------------------------ |
| 1991 | Nothing Has Changed In Pursuit Of The 13th Note     | — | — | — | UK88 (1 Wo.)UK | Erstveröffentlichung: Februar 1991   |
| 1992 | Skunk Funk A Joyful Noise Unto The Creator          | — | — | — | UK41 (2 Wo.)UK | Erstveröffentlichung: Mai 1992       |
| 1992 | Prince Of Peace A Joyful Noise Unto The Creator     | — | — | — | UK47 (3 Wo.)UK | Erstveröffentlichung: Juli 1992      |
| 1992 | Jus' Reach Recycled A Joyful Noise Unto The Creator | — | — | — | UK66 (2 Wo.)UK | Erstveröffentlichung: Oktober 1992   |
| 1994 | Long Time Gone The Plot Thickens                    | — | — | — | UK15 (5 Wo.)UK | Erstveröffentlichung: Mai 1994       |
| 1994 | Twyford Down The Plot Thickens                      | — | — | — | UK37 (2 Wo.)UK | Erstveröffentlichung: Juli 1994      |
| 1996 | Ease Your Mind :4                                   | — | — | — | UK45 (2 Wo.)UK | Erstveröffentlichung: Juli 1996      |
| 1996 | Roofing Tiles :4                                    | — | — | — | UK81 (1 Wo.)UK | Erstveröffentlichung: September 1996 |

Weitere Singles
- 1988: Frederic Lies Still
- 1989: Let The Good Times Roll
- 1990: Welcome To The Story
- 1991: Power And Glory